# Irresistible (album de Jessica Simpson)
Pour les articles homonymes, voir Irresistible.
Albums de Jessica Simpson
Sweet Kisses
(1999) This Is the Remix
(2003)
Singles
1. Irresistible
Sortie : 12 avril 2001
2. A Little Bit
Sortie : 29 octobre 2001
3. When You Told Me You Loved Me (Brésil uniquement)
Sortie : janvier 2002

Irresistible est le deuxième album de la chanteuse américaine Jessica Simpson, sorti le 5 juin 2001. Simpson, qui a déjà commencé à travailler sur le projet en juillet 2000, collabore avec les auteurs et les producteurs comme Cory Rooney, Rodney Jerkins, et Walter Afanasieff. Contrairement à son premier album Sweet Kisses paru en 1999, qui comprenait plus de ballades, Irresistible explore une musicalité R&B,. Les thèmes abordés dans l'album sont l'amour, le chagrin, la sexualité et le respect de soi,. Irresistible est un succès aux États-Unis, s'érigeant à la sixième place du Billboard 200, en se vendant à plus de 850 000 exemplaires rien qu'aux États-Unis, est certifié disque d'or par la RIAA et se vend à 3 millions d'exemplaires dans le monde.
L'opus génère trois singles : Irresistible, qui est un succès commercial en s'érigeant à la quinzième position aux États-Unis atteint le top 10 dans plus de onze pays dont la neuvième position au Royaume-Uni. Le second single A Little Bit, est un échec au Billboard, quant au troisième single When You Told Me You Loved Me, sortit uniquement au Brésil, il devient le générique d'une télénovela prénommé As Filhas Da Mae.

## Historique
En 2000, Jessica commence à enregistrer d'autres choses après "Sweet Kisses" ; des chansons que Columbia Records trouvent plus adapter pour la radio. Le succès commercial de son premier album conduit Jessica à réévaluer sa carrière et, même si elle était satisfaite du succès qu'elle avait, elle avait l'impression de pouvoir faire mieux que ça. Ayant l'impression que son image trop sage pourrait représenter un frein au développement de sa carrière, Jessica se mit à adopter une image plus sexy ainsi qu'un nouveau son, à la suggestion des dirigeants de Columbia Records. Elle délaisse alors le genre teen pop car elle pensait qu'adopter une nouvelle image, l'aiderait à refaire sa carrière. Sa nouvelle image s'est remarquée lors de ses apparitions sur les tapis rouges. Le développement de sa nouvelle image coïncidait avec son nouvel album intitulé "Irresistible" dont Jessica déclare qu'elle voulait adopter une image "plus sexy et plus mature" : « J'ai enregistré "Sweet Kisses" à l'âge de 17 ans et j'ai aujourd'hui 21 ans, alors en quatre ans, j'ai grandi. » explique Jessica lors d'une interview avec Coventry Newspapers en juillet 2001. Peu de temps avant, en juin 2001, elle avait déclaré dans le magazine Cosmopolitan : « Cet album parle de celle que je suis devenue. La musique est plus pointue, j'ai bien grandi. ». Selon Terri Doughtery, l'auteur de People in the News: Jessica Simpson and Nick Lachey, Jessica espérait que sa nouvelle image apporterait une plus grande importance à la puissance de sa voix : « Il n'est pas question de simplement chanter que je suis amoureuse. J'ai aussi des chansons qui parlent de ruptures et d'autres qui parlent de querelles entre filles et garçons. Cela va me prendre du temps pour rentabiliser cet album car nous avons dépensé beaucoup d'argent pour cet album. » déclare Jessica.

## Composition
Les thèmes abordés dans l'album sont l'amour, le chagrin, la sexualité et le respect de soi,. Sur cet album, Jessica a collaboré avec Anders Bagge & Arnthor Birgisson, qui ont produit le premier single de l'opus Irresistible, Ric Wake, Steven Morales et Richie Jones, qui ont composé le second single A Little Bit, Rhett Lawrence qui a réalisé Forever In Your Eyes, Sam Watters & Louis Biancaniello qui ont contribué aux titres There You Were en duo avec Marc Anthony et For Your Love, Cory Rooney qui a conçu What's It Gonna Be, Hot Like Fire et His Eye Is On The Sparrow, Walter Afanasieff à qui édité When You Told Me You Loved Me et To Fall In Love Again  et Rodney Jerkins qui a produit I Never et Imagination.
"Irresistible", la chanson qui ouvre l'opus et qui fait office de premier single, est écrite par Anders Bagge et Arnthor Birgisson et l'auteur de chansons britannique Pamela Sheyne. La chanson, composée par Anders Bagge & Arnthor Birgisson, est un titre R&B aux influences pop, comportant des éléments pop rock, funk, rythmes latins et violons développant le thème de la sexualité de par les paroles "Je sais que je suis censé le faire attendre / Quoi qu'il en pense j'aime la chasse / Mais je ne peux pas arrêter d'attiser le feu / Je pense qu'il ne vas pas dire non". "A Little Bit", second single de l'opus, est une chanson R&B écrite par Kara DioGuardi, Steve Morales et David Siegal et composée par Ric Wake, Steven Morales et Richie Jones, ressemble à Irresistible tant de par sa structure que de par les paroles qui traitent des attentes de Simpson envers son partenaire.
"Forever In Your Eyes", ballade langoureuse écrite par Nick Lachey et Rhett Lawrence et composée par Rhett Lawrence, basée sur une guitare latine, parle d'une nuit d'amour d'un couple. "There You Were" en duo avec Marc Anthony, écrite par Sam Watters, Louis Biancaniello et Ty Lacy et composée par Sam Watters & Louis Biancaniello, est une ballade développant la relation de son partenaire qui a changé sa vie. De par sa structure et de ses paroles qui sont écrites par Sam Watters & Louis Biancaniello, la chanson est alors comparée à son second single "Where You Are" en duo avec Nick Lachey, parue en 2000, extrait de son premier opus Sweet Kisses, chanson écrite et produite par les mêmes protagonistes. "What's It Gonna Be" est un morceau R&B aux influences bubblegum pop, écrit par K. Oliver et Troy Oliver et composé par Cory Rooney, Troy Oliver et Richie Jones, qui parle de la peur d'un engagement de l'amant de Simpson.
La sixième piste de l'album "When You Told Me You Loved Me", est écrite par Walter Afanasieff et Billy Mann et composée par Walter Afanasieff. La chanson, qui est une ballade composée d'une guitare latine et d'un orchestre de 60 musiciens, parle d'un divorce ainsi que des émotions qui en découlent, démontre toutes les capacités vocales de Jessica Simpson, qui est de ce fait, comparée à Mariah Carey et Céline Dion,. "Hot Like Fire", écrit et composé par Cory Rooney, est un morceau R&B mid-tempo aux influences funk, comportant des synthétiseurs, des beats hip-hop et des rythmes electro, qui traite d'une conversation téléphonique entre Jessica et son petit-ami. La chanson est alors comparée aux tubes de Michael Jackson et Destiny's Child. "Imagination", titre R&B aux influences electroniques qui parle de l'imagination, est écrite par Rodney Jerkins, Mischke, Lashawn Daniels et Fred Jerkins et produite par Rodney Jerkins. Rick de Yampert du "Daytona Beach News Journal", commente que "la chanson rappelle le style funk de Stevie Wonder". "To Fall In Love Again", titre écrit par Nick Lachey et Walter Afanasieff et composé par Walter Afanasieff,  est une ballade traitant de chagrin d'amour à la suite d'une rupture. Le morceau suivant "For Your Love", est une ballade écrite et composée par Sam Watters et Louis Biancaniello, qui comprend un orchestre de 60 musiciens. Il se veut être le digne successeur de son premier single "I Wanna Love You Forever", extrait de son premier opus Sweet Kisses, sortit en 1999, écrit et produit par la même équipe et traitant du même thème, démontrant alors toutes les capacités vocales de Jessica. "I Never", titre R&B appuyé d'une guitare latine, qui parle du respect de soi-même, est écrit par Rodney Jerkins, Mischke, Lashawn Daniels et Fred Jerkins et produit par Rodney Jerkins. "His Eye Is On The Sparrow", extrait qui clôture l'opus, est une reprise d'un hymne gospel traditionnel produit  par Cory Rooney, qui parle de Dieu veillant sur ses enfants, démontre non seulement toutes les capacités vocales de l'interprète mais aussi toutes ses influences musicales.

## Singles
Le 12 avril 2001, elle sort le premier extrait de l'album, qui porte le même titre que l'album : Irresistible. La chanson a reçu des critiques négatives jugeant les paroles de "trop sexuellement osées". En 2003, le single remporte un Broadcast Music Incorporated dans la catégorie "Pop Music Awards" puis il fut en tête du Top 20 aux États-Unis ainsi que dans sept pays. Il a ensuite été certifié or par la Australian Recording Industry Association. Le vidéoclip qui accompagne la chanson, est dirigé par Simon Brand et démontre Simpson vêtue de cuir noir, en espionne, essayant de compromettre certains éléments de preuve dans un laboratoire. Plus tard, Jermaine Dupri, producteur et président du label So So Def Recordings, décide de faire le remix de Irresistible avec le rappeur Lil Bow Wow. Ce remix étant un succès, bénéficie alors d'un montage vidéo alternant les scènes du vidéoclip original et les scènes de Jermaine Dupri et Lil Bow Wow, réalisées par Cameron Casey. De par son attitude sexy, complétée des paroles suggestives et de l'histoire véhiculée dans son vidéoclip ainsi que du remix urbain produit par Jermaine Dupri, Jessica Simpson s’émancipe et est alors comparée à Mariah Carey lors de sa période d'émancipation parue en 1997, dont lesquels l'attitude sexy et les paroles suggestives qu'elle abordaient à l'époque de la sortie de son single Honey, premier single de son opus Butterfly, ainsi qu'un remix urbain aussi produit par Jermaine Dupri et le vidéoclip qui accompagne la chanson démontrant Mariah Carey en train de jouer un agent secret, ont largement influencés Jessica Simpson dans sa nouvelle image et pour la promotion de cet opus. Jessica Simpson Irresistible vidéo officielle Youtube.com Jessica Simpson Irresistible So So Def Remix featuring Lil'Bow & JD vidéo officielle Youtube.com
Le 29 octobre 2001, elle publie un second single intitulé A Little Bit, qui est un échec au Billboard, mais qui obtient plus de succès en Australie ou il atteint la 62e meilleure place du classement. La vidéo qui accompagne la chanson, est réalisée par Hype Williams. Elle y démontre Jessica en train de danser dans un endroit futuriste avec des danseurs, puis en train de danser avec des sabres laser futuristes dans une pièce rouge. Jessica Simpson A Little Bit vidéo officielle Youtube.com
En fin d'année 2001, un troisième single dénommé When You Told Me You Loved Me, sort uniquement au Brésil et devient le générique d'une télénovela prénommé As Filhas Da Mae. Il ne bénéficie pas de vidéoclip.

## Performance commerciale
Aux États-Unis, Irresistible est un succès en s'érigeant à la sixième place du Billboard 200, Il se vendu 120.000 exemplaires dans sa première semaine, ce qui est une amélioration majeure par rapport Sweet Kisses, qui s'est vendu à 65.000 exemplaires lors de la première semaine de sa sortie. Cependant, l'album chute à douzième place la semaine suivante, avant de continuer à chuter au 25e rang la semaine d'après. L'opus reste alors classé seize semaines et s'érige à la 171e place des opus de l'année au Billboard 200. Il est certifié disque d'or par la RIAA, en se vendant a plus de 850 000 exemplaires rien qu'aux États-Unis. Au Canada, Irresistible débute à la quinzième place du classement album lors de la semaine du 23 juin 2001. Il grimpe alors de deux rangs, soit à la treizième position la semaine suivante avant de tomber dans le top vingt la semaine d'après,,.
À l'étranger, en Australie, l'album débute à la 81e place lors de la semaine du 17 septembre 2001. Il chute la semaine qui suit. De façon similaire, Irresistible débute à la 75e place du classement autrichien lors de la semaine du 5 aout 2001. Il passe alors à la 58e place la semaine qui suit. En Suisse, l'album débute au numéro vingt, la semaine en date du 8 juillet 2001. Après avoir atteint le quinzième rang, il pard une place et émerge au numéro seize. L'album se classe dans les charts pendant un total de dix semaines et fait un retour au numéro 95, le 16 septembre 2001. Au Japon, Irresistible débute à la 25e position en se vendant à 9560 exemplaires. La semaine suivante, il monte d'une place en s'érigeant à la 24e place, avec des ventes supplémentaires de 12 430 unités. L'album est resté dans le top 100 pendant six semaines et selon Oricon, l'organisme qui gère les ventes de disques, il se vend au total 44 580 exemplaires au Japon. Au Royaume-Uni, Irresistible culmine à la 103e position. L'album connaît un succès modéré en Allemagne où il culmine à la 34e place, en se classant dans le classement pendant trois semaines. Au total, l'opus Irresistible se vend à 3 millions d'exemplaires dans le monde.

## Liste des titres et formats
| 1.    | Irresistible                            | Anders Bagge & Arnthor Birgisson   | 3:13 |
| 2.    | A Little Bit                            | Steve Morales, Ric Wake            | 3:47 |
| 3.    | Forever in Your Eyes                    | Rhett Lawrence                     | 3:38 |
| 4.    | There You Were (duet with Marc Anthony) | Louis Biancaniello, Sam Watters    | 4:25 |
| 5.    | What's It Gonna Be                      | Cory Rooney, Troy Oliver, Ric Wake | 4:41 |
| 6.    | When You Told Me You Loved Me           | Walter Afanasieff                  | 3:48 |
| 7.    | Hot Like Fire                           | Cory Rooney                        | 4:17 |
| 8.    | Imagination                             | Rodney Jerkins                     | 4:25 |
| 9.    | To Fall in Love Again                   | Walter Afanasieff                  | 4:57 |
| 10.   | For Your Love                           | Louis Biancaniello, Sam Watters    | 4:20 |
| 11.   | I Never                                 | Rodney Jerkins                     | 4:34 |
| 12.   | His Eye Is on the Sparrow               | Cory Rooney                        | 4:37 |
| 50:43 |                                         |                                    |      |

| 13. | Irresistible (Hex Hector Club Mix) | Hex Hector | 8:53 |

## Classement hebdomadaire
| Chart (2001)     | Peak position |
| ---------------- | ------------- |
| Australie        | 81            |
| Australie        | 58            |
| Canada           | 13            |
| Allemagne        | 34            |
| Japon            | 24            |
| Suisse           | 15            |
| Royaume-Uni      | 103           |
| US Billboard 200 | 6             |

## Personnel
- Bernard Belle – Guitare basse
- Nick Lachey – Auteur
- Rodney Jerkins – Auteur, Compsoiteur, Arrangeur, ingénieur, Producteur